# 海岸州
海岸州（かいがんしゅう、スワヒリ語:Mkoa wa Pwani）は、ケニア南東部の州。州都はモンバサ。
2009年の人口は332万5307人。
面積は8万2893km2。
2009年の人口密度は40.1人/km2。
モンバサやディアニ・ビーチは観光地となっている。
マリンディはヴァスコ・ダ・ガマがインド航海のために水先案内人を手配した場所である。
ワタムには東アフリカ最初の海洋国立公園がある。

## 人口
- 1979年8月24日：134万2794人
- 1989年8月24日：182万9191人
- 1999年8月24日：248万7264人
- 2009年8月24日：332万5307人

## 隣接州
- 北：北東州
- 東：インド洋
- 南：タンガ州
- 南西：：キリマンジャロ州
- 西：リフトバレー州
- 北西：東部州

## 地域区分
| 番号 | カウンティ名     | スワヒリ語   | 面積(km2) | 2009年の人口 | 政府所在地    |
| ---- | ---------------- | ------------ | --------- | ------------ | ------------- |
| 1    | モンバサ         | Mombasa      | 212.5     | 939,370      | モンバサ      |
| 2    | クワレ           | Kwale        | 8,270.3   | 649,931      | クワレ        |
| 3    | キリフィ         | Kilifi       | 12,245.9  | 1,109,735    | キリフィ      |
| 4    | タナ川           | Mto Tana     | 35,375.8  | 240,075      | ホラ (ケニア) |
| 5    | ラム             | Lamu         | 6,497.7   | 101,539      | ラム          |
| 6    | タイタ＝タヴェタ | Taita-Taveta | 17,083.9  | 284,657      | ムワタテ      |

## 主要都市(2009年の人口)
- モンバサ：91万5101人
- マリンディ：8万4150人
- ウクンダ（英語版）：6万2529人
- ムトワッパ：4万8625人
- キリフィ：4万4257人
- マリアカニ（英語版）：2万4055人
- タヴェタ（英語版）：1万7465人
- ボイ：1万7152人
- ラム：1万3243人
- マドゴ：1万3240人
- ムサンブウェニ（英語版）：1万1985人
- ホラ (ケニア)：1万1693人
- ワタム（英語版）：1万30人

## 民族
- ミジケンダ
- スワヒリ族（英語版）

## 気候
- 熱帯雨林気候

## 脚註
1. ↑  City Population(閲覧日：2016年9月20日)